# Carl Timner

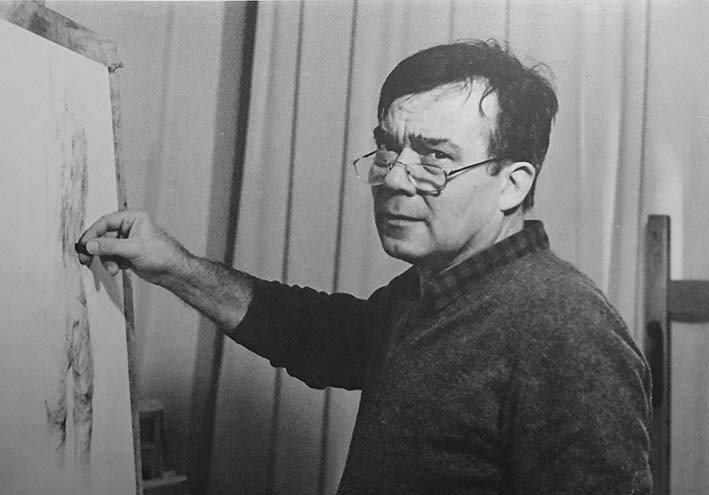
Carl Timner (1987)

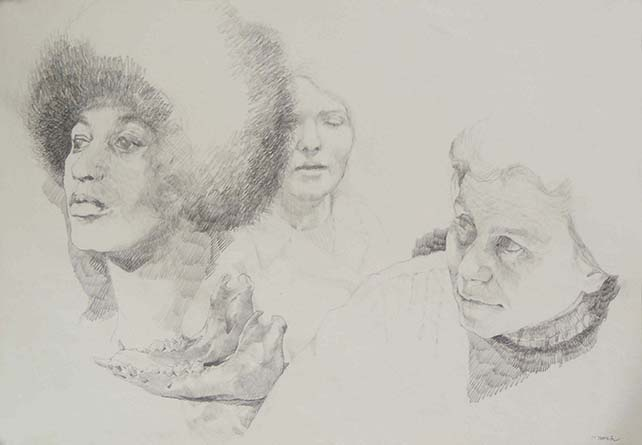
Für Angela Davis, 1972

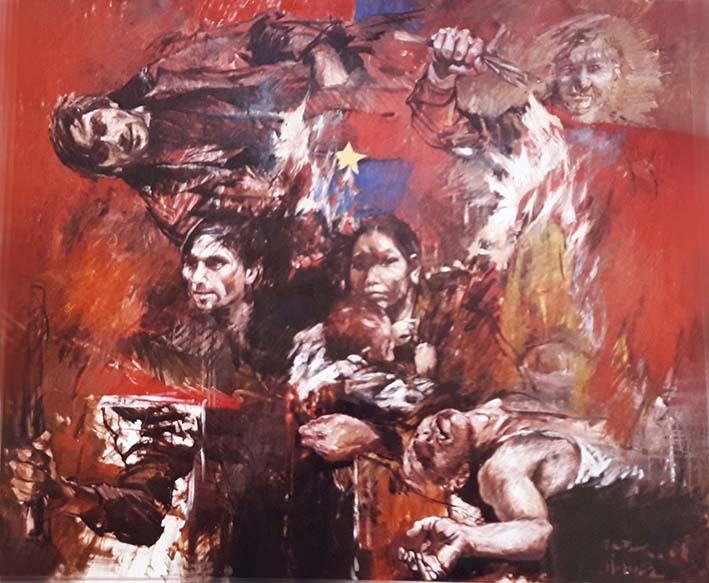
Vietnam III mit Rudi Dutschke, 1968

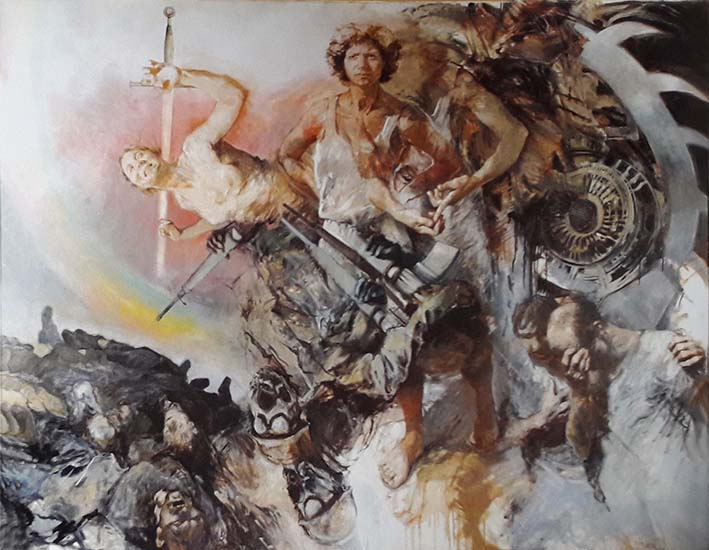
Katharina von Alexandrien, 1984

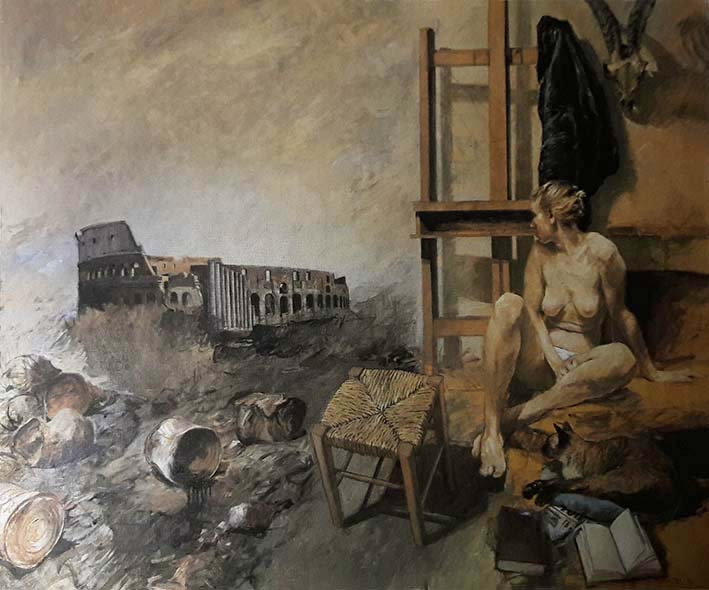
Melancholie in Rom, 1983

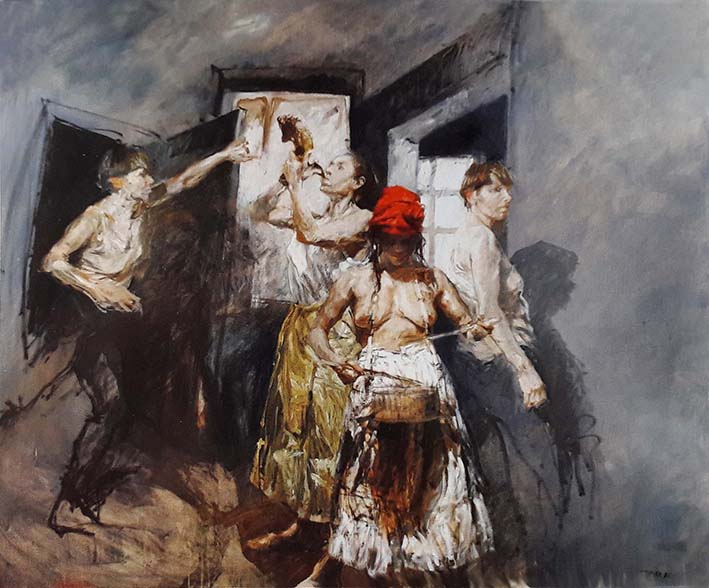
Variationen über "Die schwarzen Zimmer" - Hommage an Karl Hofer, Nr. 1 Rotes Kopftuch, 1995

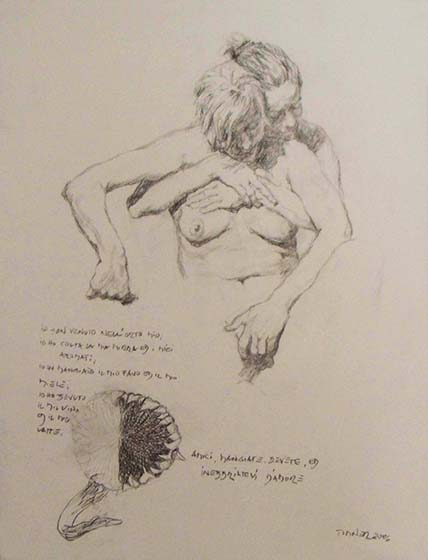
Studie zu Illustrationen des "Hohelied Salomon", Nr. 7, 2006.

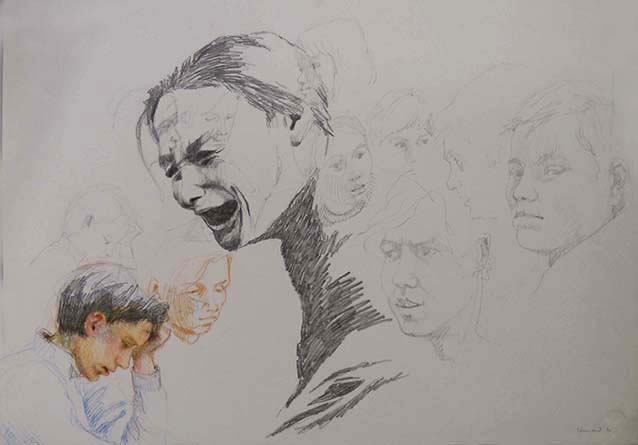
Vietnamesin und Lernende, 1972

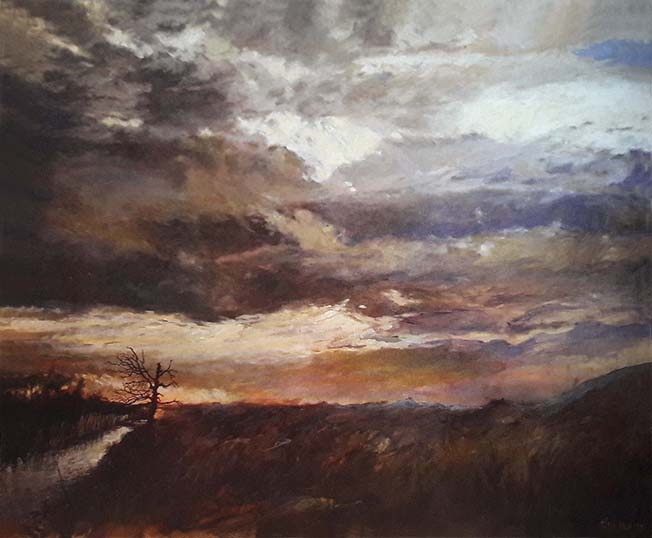
Himmel über der "Valle Umbra", 2006

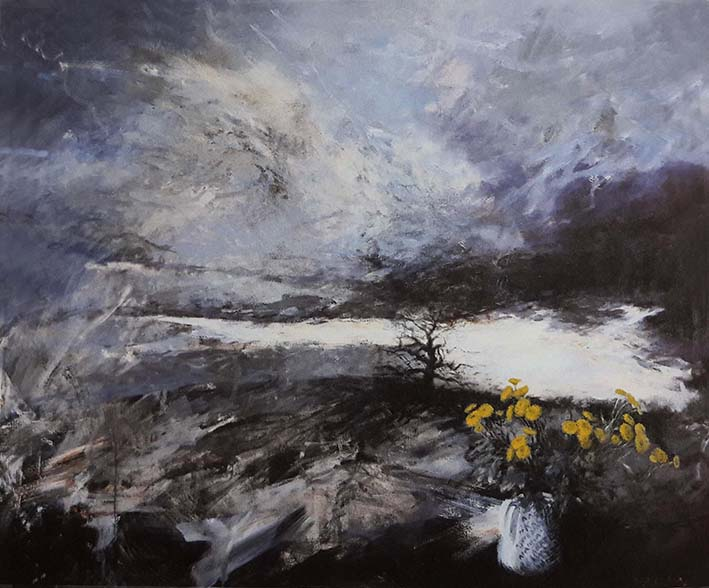
Landschaft mit Baum und Vase - Deutsche Landschaft, 1986-1996

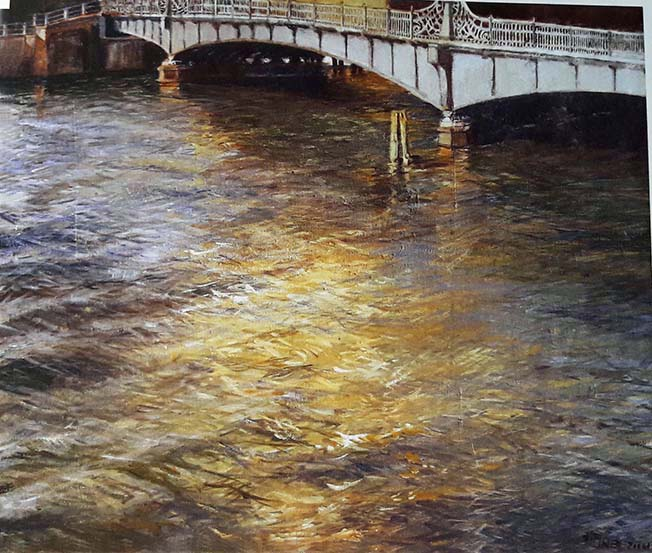
Weidendammer Brücke, 2004

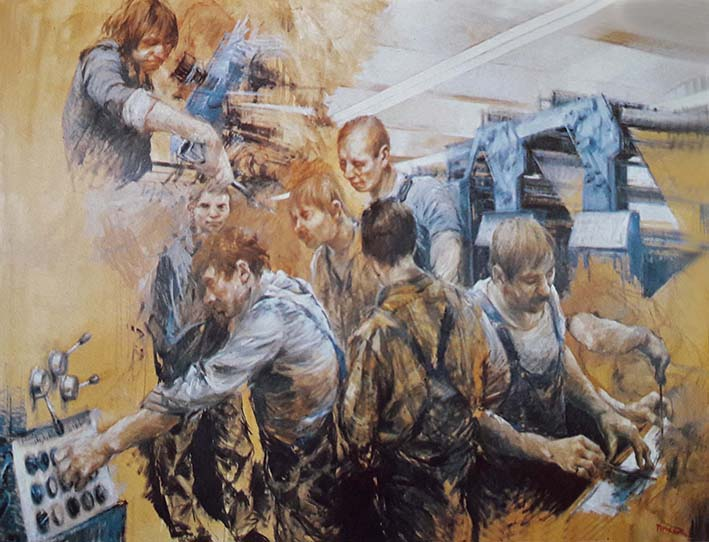
Serie Druckereibilder II, 1978

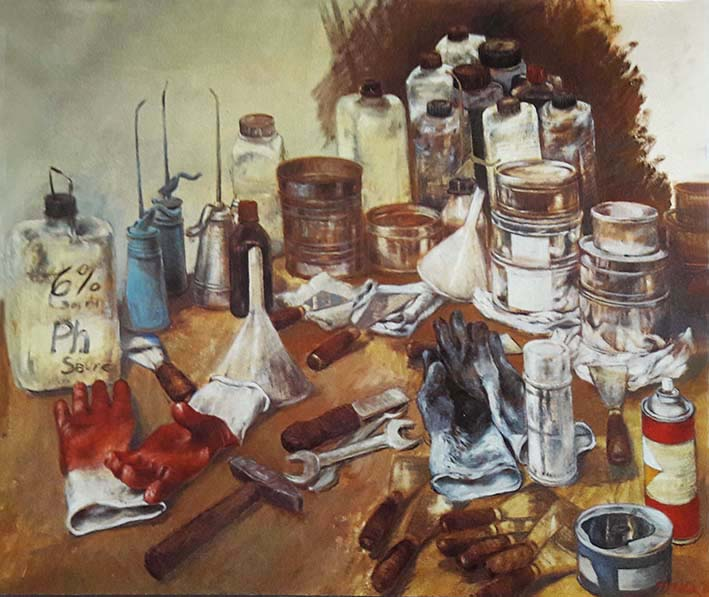
Serie Druckereibilder IX, 1978

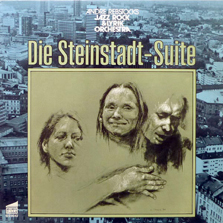
Die Steinstadt-Suite, 1978

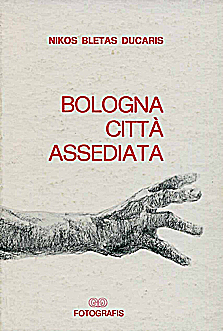
Bologna citta' assediata, 1980

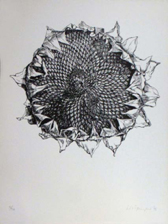
Sonnenblume, 1976

Carl Timner (* 29. Juni 1933 in Berlin; † 27. August 2014 in Trevi/Perugia) war ein deutscher Maler, Zeichner und Graphiker des zeitgenössischen Realismus. Carl Timner lebte und arbeitete abwechselnd in Berlin und Rom, zuletzt auch im umbrischen Trevi. Timners Werk besteht aus Malerei und Zeichnung, aus Figur, Porträt, Stillleben, Landschafts- und Stadtbild.

## Leben
Carl Timner wuchs in Berlin auf. Er studierte an der Staatlichen Hochschule für Bildende Künste, heute Universität der Künste, in Berlin-Charlottenburg (Grundlehre bei Hans Uhlmann, Malklasse bei Max Kaus) sowie 1952–1953 Kunstgeschichte, Archäologie und Philosophie an der Universität Göttingen. Von 1953 bis 1956 lebte er in Rom und arbeitete im Atelier des Malers Corrado Cagli. Er hatte engen Kontakt zu den Künstlerkreisen um die Maler Renato Guttuso, mit dem er befreundet war, Giuseppe Capogrossi, die Brüder Afro und Mirko Basaldella sowie dem Schriftsteller, Maler und Politiker Carlo Levi. 
1968 war Timner Assistent von Renato Guttuso an der Hochschule für bildende Künste Hamburg und Mitbegründer der Künstlergruppe Rote Nelke in West-Berlin, der er bis 1973 angehörte. Danach gehörte er zu den Mitbegründern der Vereinigung demokratischer und sozialistischer Künstler (VDSK). An Ausstellungen und Aktivitäten beider Vereine war er vielfach beteiligt.
1971 heiratete Timner die Italienerin Clara Moriconi, die er durch den mit ihm eng befreundeten Bruder, den Maler Angelo Moriconi, kennengelernt hatte. 1972–1975 war Timner zusammen mit dem Schauspieler Michael Kramer Vorsitzender des Ständigen Komitees Kulturtage – Progressive Kunst West-Berlin und arbeitete in den 1980er Jahren bei der Initiative Künstler für den Frieden. Als Gastprofessor arbeitete und unterrichtete er von 1978 bis 1986 Aktzeichnen an der Hochschule der Künste in Berlin.

## Werk

### Malerei
Am Beginn des malerischen Werks von Carl Timner, das laut Werkverzeichnis ca. 1300 Gemälde umfasst, nahmen stilisierte figürliche und abstrakte Kompositionen einen breiten Raum ein. Politische Ereignisse zu Beginn der 1960er Jahre, wie Mauerbau und Kubakrise, die den Kalten Krieg zwischen Ost und West forcierten, und das Erstarken der Bürgerrechts- und Studentenbewegungen, besonders in den USA (Für Angela Davis, 1972) und West-Berlin (Vietnam III mit Rudi Dutschke, 1968), fanden im Laufe der Dekade in Timners Werk breiten Widerhall. Politische und sozialkritische Themen bildeten fortan einen Schwerpunkt in seinem Schaffen. Eine wichtige Rolle spielte in dieser Zeit Timners Serie zu Chile, entstanden 1974, die eine bittere Reaktion auf den blutigen Putsch in Chile 1973 war, siehe unten Canto Particolare Del Cile, 1978. Dem folgten Studien in einer Serie über den Bürgerkrieg im Libanon. Auch Fragen der Friedenssicherung bildeten im Werk Timners ein Leitmotiv in immer neuen Variationen, zum Beispiel „Katharina von Alexandrien“, 1984, eine christliche Märtyrin, ein Mythos, der auf Hypatia von Alexandrien basiert, die als Nichtchristin von Christen erschlagen wurde, eine Anklage gegen die Intoleranz der Religionen.
Timners engagierter Realismus wurzelt in der europäischen Kunstgeschichte seit der Renaissance bis hin zum Realismus der Zwanziger Jahre. Sein bewusstes Anknüpfen an die klassische Tradition der realistischen Malerei, die sein Werk von den Tendenzen kritischer oder expressiver Realismen unterschied, ließ ihn als künstlerischen Außenseiter erscheinen (Melancholie in Rom, 1983). In seinem Werk finden sich direkte Hinweise auf Traditionen, wie etwa in den Gemälden „Hommage à Velasquez“ (1972), „Alte Frau (Käthe Kollwitz)“ (1974) und „Nach Caravaggio (Amor als Sieger)“ (1998). Auch das Werk von Karl Hofer war eine wichtige Inspiration für ihn (Serie: Variationen über „Die schwarzen Zimmer“ Hommage an Karl Hofer, 1995). Die menschliche Figur steht dabei im Mittelpunkt als Ausdruck einer humanen Grundhaltung. Anatomie-, Bewegungs- und Kleidungsstudien führten zu zahlreichen intimen Figurenkompositionen meist weiblicher Personen, beispielsweise die Zeichnungen zum ‚Hohelied Salomon‘ (2006) gehören dazu. Diese agieren in angedeuteter Räumlichkeit in unterschiedlichen Positionen (Vietnamesin und Lernende, 1972), einzeln oder in Gruppen. Ebenfalls bedeutend in Timners Werk ist die Porträtmalerei, wie das 1980 gemalte Bildnis des hochbetagten Schauspielers Curt Bois, der nach seinem US-amerikanischen Exil in West-Berlin tätig war. Daneben malte Timner auch zahlreiche Landschaften Italiens (Himmel über der „Valle Umbra“, 2006) und Deutschlands (Landschaft mit Baum und Vase, 1986/1996, Deutsche Landschaft) sowie Städtebilder (Die Weidendamm-Brücke, 2004) und Stillleben (Serie Druckereibilder: Druckereibilder II, 1978 und Druckereibilder IX, 1978).

### Zeichnungen
Das malerische Werk wird von Zeichnungen begleitet – insgesamt ca. 1400 Blatt, ausgeführt mit Blei- oder Buntstiften, (meist farbigen) Wachsmalstiften, Kohle, Kreide, Pastell oder Rötel auf (manchmal getöntem) Papier. Ein Teil der Arbeiten dienten als Studien bzw. direkte Vorstufen zu Bildern, viele hingegen weisen einen autonomen, betont malerisch-plastischen, lebendigen Charakter auf. Sehr oft werden Menschen dargestellt nach lebenden Modellen oder Fotos, die Timner von Modellsitzungen machte (Halbakt frontal, auf Hocker, 1998). So sind Frauen zu sehen, die sich umarmen, die aneinander halten oder in anderer Weise miteinander in Beziehung stehen (Studie zu „Hohelied Salomon“, 2006). Innerhalb des gesamten Werkkomplexes befinden sich Serien, die Gemälde nicht nur begleiten, zu ihnen hinführen oder ihnen inhaltlich nahe stehen, sondern die das malerische Themenspektrum erweitern. Timner hat außerdem kontinuierlich Vorlagen für Plakate, Umschläge (Die Steinstadt-Suite, 1978) und Illustrationen (Canto Particolare Del Cile, 1978) zu Büchern (Bologna Città Assediata, 1980) sowie Graphik, vor allem Lithographien  (Sonnenblume, 1976) entworfen.

## Einzelausstellungen (unvollständig)
- 1954 Foyer des Deutschen Theaters, Göttingen
- 1956 Galleria Schneider, Rom
- 1961 Galerie Diogenes, Berlin (West)
- 1963, 1964, 1972 Ladengalerie, Berlin (West)
- 1969 Ben Wargin Galerie, Berlin (West)
- 1969 Galleria d'Arte Molino, Rom (K)
- 1971 Kunstverein und Kunsthalle, Bremerhaven
- 1972 Neue Münchener Galerie, München
- 1972 (K), 1975 (K), 1979 (K) Majakowski Galerie, Berlin (West)
- 1973–74 Haus der Freundschaft mit dem Ausland, Moskau (Wander-Ausst.)
- 1973, 1974 (K), 1977 (K), 1982 (K), 1984, 1986 (K), 1992 (K), 1999, 2001 Galleria Ca' d'Oro, Rom
- 1974, 1976–77, 1980 (K) Galerie Schnecke, Hamburg
- 1978 Haus der Kirche, Berlin (West) (K / Wander-Ausst.)
- 1978 Centro Internazionale delle Arti, Bologna
- 1978 (K), 1980 (K), 1983 (K), 1985 (K), 1987 Galerie 2000, Berlin (West)
- 1981 Museum für Westliche und Orientalische Kunst, Odessa (K / Wander-Ausst.)
- 1981–82 (K), 1984, 1986 (K) Galerie Schwarz auf Weiß, Berlin (West)
- 1983 Bildungsstätte der IG Metall, Bad Orb (K)
- 1984 Kulturhaus Hans Marchwitza (heute: Altes Rathaus), Potsdam (K)
- 1984 Galleria La Tavolozza, Palermo (K)
- 1988 (K), 1992, 1994 (mit Heinz Willig), 1998 Kommunale Galerie, Berlin
- 1988–89 Museum der Arbeit, Hamburg
- 1990 Saalbau-Galerie, Darmstadt
- 1999 Galerie am Neuen Palais, Potsdam
- 2000–01 Arte Spazio Gallery, Tucson (Arizona)
- 2003 Complesso Museale di San Francesco, Trevi (Perugia) (K)
- 2008 Schwartzsche Villa, Berlin (K)

(K) = Katalog

## Ausstellungsbeteiligung (Auswahl, alle mit Katalog)
- 1961 Internationale Malerei 1960–61. Kunstausstellung zur 900-Jahrfeier der Stadt Wolframs-Eschenbach, Deutschordensschloß Wolframs-Eschenbach
- 1963 Mostra Internazionale di Pittura, Galleria d'Arte Urso, Rom
- 1971 1. Mai-Salon. Berliner Realisten 71, Haus am Lützowplatz, Berlin (West)
- 1971–72 La situazione dell'uomo nel tempo presente - 15 Artisti tedeschi (XXVII Biennale d'Arte Città di Milano), Palazzo della Permanente, Mailand
- 1973 Mai-Salon 1973, Haus am Lützowplatz, Berlin (West)
- 1973 Ausstellung der Künstlervereinigung Die Rote Nelke, Westberlin, Neue Berliner Galerie, Berlin (DDR)
- 1973–74 Kunstreport 73. Jahresausstellung des Deutschen Künstlerbundes, Akademie der Künste, Berlin (West)
- 1974 Das Porträt als Auftrag, Kommunale Galerie, Berlin (West)
- 1974–75 Aspetti dell'Arte Contemporanea in Italia, Anno 1974, Castello di Sammezzano, Reggello (Florenz)
- 1975 1. Mai 1945. 1. Mai 1975. Dreißig Jahre Frieden, Haus am Lützowplatz, Berlin (West)
- 1975 Realismus + Realität, Kunsthalle Darmstadt
- 1977 20. Jahresausstellung der Neuen Darmstädter Sezession. Malerei – Grafik – Plastik, Ausstellungshallen Mathildenhöhe, Darmstadt
- 1978 1. Mai-Salon 1978. Arbeitswelt, Haus am Lützowplatz, Berlin (West)
- 1978–79 Westberliner Realisten. Malerei und Grafik seit 1968, Kunsthalle Rostock (Wanderausstellung: Rostock – Moskau – Berlin [West])
- 1980 30 Jahre BBK. Ausstellung des Berufsverbandes Bildender Künstler Berlins, Staatliche Kunsthalle, Berlin (West)
- 1983 Più vero del vero. IX Rassegna Nazionale di Pittura Città di Pistoia, Pistoia
- 1983 1. Mai-Salon 1983. Mai 1933 – Mai 1983, Haus am Lützowplatz, Berlin (West)
- 1983 1933 – Wege zur Diktatur, Staatliche Kunsthalle Berlin, Berlin (West)
- 1984 Sammlung Stahl – Realisten in Berlin, Berlinische Galerie, Berlin (West)
- 1989 1° Salone d'Arte Moderna e Contemporanea, Palazzo dei Congressi Roma
- 1990 Kunst & Krieg 1939-1989, Haus der Kulturen der Welt, Berlin (West)
- 1996 Die Kraft der Bilder. Künstlersonderbund in Deutschland. Realismus der Gegenwart, Martin-Gropius-Bau, Berlin
- 2002–03 Überblick 2002 Malerei. Künstlersonderbund in Deutschland, Kommunale Galerie, Berlin
- 2003 Überblick 2003. Künstlersonderbund. Malerei – Grafik – Plastik, Kommunale Galerie, Berlin
- 2004 Überblick 2004. Künstlersonderbund. Malerei – Grafik – Plastik, Kommunale Galerie, Berlin

## Museen und öffentlichen Sammlungen mit Werken Timners und Wandbilder
- Bagheria (Palermo): Museo Guttuso
- Berlin: Arbeiterwohnheim der ARWOBAU in Gropiusstadt: 6-teiliges Wandbild Berlinische Galerie
- Berlin: Deutsches Historisches Museum
- Berlin: Haus der Kirche, Evangelische Kirche Berlin-Brandenburg-schlesische Oberlausitz
- Berlin: Kommunale Galerie Berlin
- Berlin: Berlinische Galerie[9]
- Bremerhaven: Kunsthalle Bremerhaven
- Darmstadt: Hessisches Landesmuseum, Graphische Sammlung
- Dresden: Galerie Neue Meister[10]
- Ferrara: Palazzo dei Diamanti
- Frankfurt am Main: IG Metall
- Hamburg: Esso AG, Verwaltungsgebäude, Geschäftsstadt Nord, 3-teiliges Wandbild
- Hamburg: Museum der Arbeit
- Rom: Argentinische Botschaft
- Banca d’Italia, Rom
- Rostock: Kunsthalle Rostock
- San Lazzaro di Savena (Bologna): Museo "San Lazzaro di Savena"
- Trevi (Perugia): Museo Trevi * Wiesbaden: Museum Wiesbaden (Leihgabe im Hessischen Landesmuseum Darmstadt)
- Wolfsburg: Städtische Galerie Wolfsburg

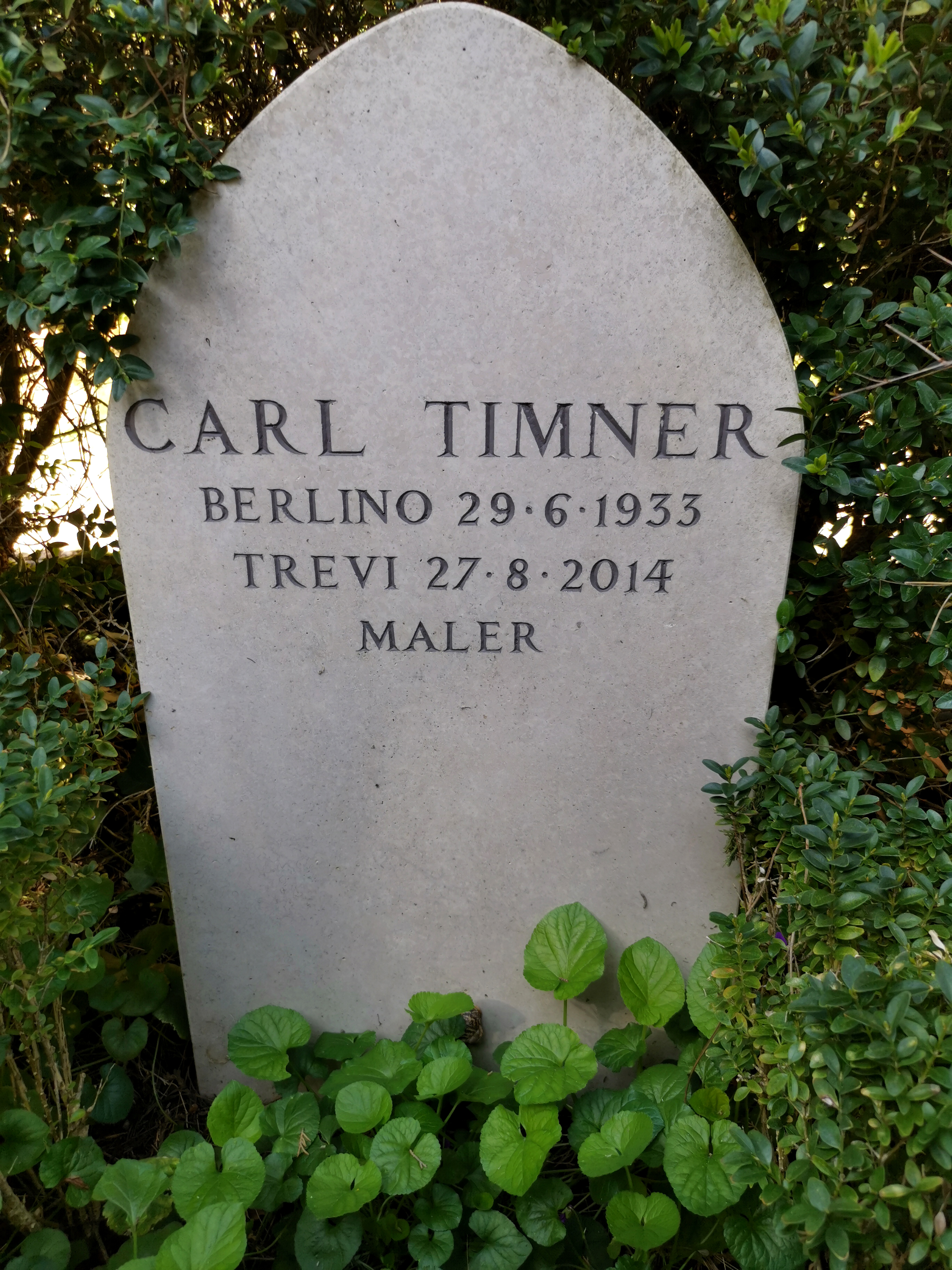
Grab auf dem Nichtkatholischen (Protestantischen) Friedhof Rom

## Monographien und Ausstellungskataloge (Auswahl)
- Carl Timner. Canti scuri, Berlin (West): Galerie Diogenes (Ausst.-Kat. / Einführung von Eberhard Roters)
- Timner, Rom: Galleria Ca' d'Oro 1974 (Ausst.-Kat. / Einführung von Antonio Porcella)
- Carl Timner, Rom: Galleria Ca' d'Oro 1977 (Ausst.-Kat. / Einführung von Renato Guttuso, Gedicht von Nicos Bletas Ducaris)
- Timner ... nicht ewig auch unbelehrbar, Berlin (West): Edition Neue Wege 1978 (Ausst.-Kat. / Gedichte von Hans-Ulrich Treichel, Einführung von Günter Berndt)
- Carl Timner – Druckereibilder, Westberlin: Majakowski Galerie und Druckhaus Norden 1979 (Ausst.-Kat. / Text von Oskar Wehling)
- Carl Timner. Una spiaggia, Rom: Galleria Ca' d'Oro 1982 (Ausst.-Kat. / Einführung von Costanzo Costantini)
- Michael Nungesser, Carl Timner, vom Anderswerden. Leben und malerisches Werk eines engagierten Künstlers, Berlin (West): Edition Neue Wege 1983 (Werkverzeichnis)
- Carl Timner, Berlin (West). Malerei, Zeichnungen, Grafik, Potsdam: Kulturhaus Marchwitza 1984 (Ausst.-Kat. / Veranstalter: Verband Bildender Künstler der DDR / Text von Gisold Lammel)
- Udo Christoffel (Hrsg.), Carl Timner aus Gesprächen mit dem Maler (Darstellungen Berliner Künstler. Band 2), Berlin (West): Kunstamt Wilmersdorf 1988 (Ausst.-Kat. / Texte von Rainer Höynck, Hermann Raum und Iris Billaudelle, Gedicht von Nicos Bletas Ducaris)
- Hermann Raum, Carl Timner. Handzeichnungen der Jahre 1947 - 1989, Berlin (West): Edition Neue Wege 1989 (Werkverzeichnis)
- Carl Timner. Neue Bilder und Zeichnungen 1988 bis 1998, Berlin: Kommunale Galerie und Museum, Berlin (West): Kunstamt Wilmersdorf 1998 (Ausst.-Kat. / Texte von Michael Nungesser und Christiane Schön)

## Allgemeine Literatur (Auswahl)
- Walther Schmieding / Edouard Roditi (Einführung), Kunst in Berlin. 1945 bis heute, Stuttgart / Berlin / Zürich: Belser-Verlag 1969
- Richard Hiepe, Die Kunst der neuen Klasse, Berlin: C. Bertelsmann Verlag 1973
- Norbert Stratmann: Das Porträt Carl Timner. In: Bildende Kunst, Berlin, 2/1976, S. 86–88
- Hermann Raum, Die Bildende Kunst der BRD und Westberlins, Leipzig: VEB E.A. Seemann Verlag 1977
- Kunstamt (Hrsg.), Berlin-Wilmersdorf. Kunst und Künstler – Kommunale Galerie und Museum, Berlin (West): Kunstamt Wilmersdorf 1989
- Wolfgang Kunde (Hrsg.), Akt in Farbe, zeichnen, malen, collagieren, Ravensburg: Ravensburger Buchverlag Otto Maier 1989 (mit Text von Timner: "Modell und Thema")